# Mictochroa pallidula
Mictochroa pallidula là một loài bướm đêm trong họ Noctuidae.